# 노동당 (리투아니아)
노동당(勞動黨, 리투아니아어: Darbo partija, DP)은 리투아니아의 사회자유주의 정당으로, 2003년에 설립되었다. 현재 지도자는 비타우타스 가프스야스(리투아니아어: Vytautas Gapšys)이다.